# Cochylimorpha salinarida
Cochylimorpha salinarida is een vlinder uit de familie bladrollers (Tortricidae). De wetenschappelijke naam is voor het eerst geldig gepubliceerd in 2003 door Groenen & Larsen.
De soort komt voor in Europa.